# Gorgopsidis bechlyi
Gorgopsidis
Genre
Espèce
Gorgopsidis bechlyi, unique représentant du genre Gorgopsidis, est une espèce fossile d'araignées aranéomorphes de la famille des Salticidae.

## Distribution
Cette espèce a été découverte dans de l'ambre de la mer Baltique. Elle date du Paléogène.

## Publication originale
- Wunderlich, 2004 : Fossil jumping spiders (Araneae: Salticidae) in Baltic and Domican amber, with remarks on Salticidae subfamilies. Beiträge zur Araneologie, vol. 3, p. 1761–1819.